# Темерево
Теме́рево (рос. Темерево) — присілок у складі Юр'янського району Кіровської області, Росія. Входить до складу Верховинського сільського поселення.
Населення становить 24 особи (2010, 34 у 2002).
Національний склад станом на 2002 рік — росіяни 100 %.